# ميي سونوزاكي
ميي سونوزاكي (園崎未恵 سونوزاكي ميي) هي ممثلة يابانية ولدت في 7 فبراير 1973 في طوكيو.

## أدوارها في الأنمي

### مسلسلات أنمي تلفزيونية
- بليتش - سودي نو شيرايوكي
- ناروتو شيبودن - يوغيتو ني
- أسطول الزجاج - ميسكا
- رايدباك - يوكي أوغاتا
- جنود السايبورغ - لينا
- روميو x جولييت - زوجة لانسلوت
- هاجيمي نو إيبو New Challenger - والدة مانابو إيتاغاكي
- ويتشبليد - رينا سوهو
- سترايك ويتشز - غيرترود باركهورن
- غانتز - سي ساكوراوكا
- كذبتك في أبريل - هيروكو سيتو
- كيزناييفر - موتسومي أوروشيبارا
- يوغي ZEXAL - بروك والكر
- يوغي ARC-V - سورا بيرس
- أساطير في قادم الزمان - الأم
- آرتي - والدة آرتي
- أبطال الديجيتال: - خرموش، والدة أمجد و هند

### أوفا أنمي
- سوبرنتشرل ذي أنيميشن - جيسيكا مور
- ساكورا تايسن: نيويورك نيويورك - سوبارو كوجو

## أدوارها في ألعاب الفيديو
- سلسلة ألعاب ستريت فايتر
  - ستريت فايتر IV - كريمسون فايبر
  - سوبر ستريت فايتر IV - كريمسون فايبر
  - سوبر ستريت فايتر IV آركيد إديشن - كريمسون فايبر
  - ألترا ستريت فايتر IV - كريمسون فايبر
- مارفل فرسس كابكوم 3 - كريمسون فايبر
- ألتيميت مارفل فرسس كابكوم 3 - كريمسون فايبر
- ستريت فايتر X تيكن - كريمسون فايبر
- سلسلة ألعاب ساكورا تايسن
  - ساكورا وورز: سو لونغ، ماي لاف - سوبارو كوجو
- تيلز أوف ليجنديا - ستيلا تيلميس
- فاينل فانتسي XII - آش بنارغن دالماسكا
- ناروتو شيبودن: ألتيميت نينجا ستورم ريفولوشن - يوغيتو ني
- ناروتو شيبودن: ألتيميت نينجا ستورم 4 - يوغيتو ني

## أدوارها في الدبلجة اليابانية
- القرية - أيفي والكر
- نهوض فارس الظلام - سيلينا كايل/كات وومان
- وال-إي - إيف
- هي - إيمي
- ماري أنطوانيت - ماري أنطوانيت
- مدغشقر 3: أكثر المطلوبين في أوروبا - جيا

## وصلات خارجية
- ميي سونوزاكي على موقع IMDb (الإنجليزية)
- ميي سونوزاكي على موقع ميوزك برينز (الإنجليزية)
- ميي سونوزاكي على موقع قاعدة بيانات الفيلم (الإنجليزية)
- ميي سونوزاكي على موقع كينوبويسك (الروسية)
- ميي سونوزاكي على موقع ANN person (الإنجليزية)